# Aimarás
Aimará ou Aimara (em aimará: aymará) é um povo estabelecido desde a Era pré-colombiana no sul do Peru, na Bolívia, na Argentina e no Chile. Também conhecidos como Quollas ou Kollas.

## Língua
No Peru os falantes da língua aimará somam mais de 300.000 pessoas, o que leva a supor que o grupo étnico é bem maior. Aí estão mais concentrados no departamento de Puno (perto do Lago Titicaca), nas regiões Moquegua, Arequipa e Tacna. 

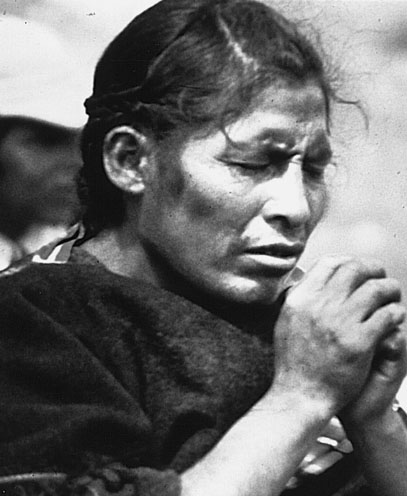
Aimará.

Na Bolívia existem cerca de 1.200.000 falantes do idioma aimará, sendo a forma falada na capital La Paz considerada a forma mais pura e estruturada da língua, havendo concentrações nos departamentos de Oruro e Chuquisaca.
No Chile, a população aimará é grande, havendo cerca de 50.000 falantes também habitando nas regiões andinas do norte do pais, em Tarapacá e Antofagasta.
Existem também cerca de 10.000 falantes do idioma aimará no oeste da Argentina. Na atualidade há quase 2,5 milhões de pessoas de etnia e língua aimará, na zona dos Andes. São o segundo grupo nativo, só superado pelos quíchuas com quase 15 milhões de pessoas espalhadas pelos Andes da Colômbia até a Argentina). 
Alguns acreditam que o idioma aimará é aparentado com o idioma quíchua língua original do Império Inca embora fortes objeções de vários estudiosos. Os que defendem o parentesco lingüístico se baseiam nas similitudes (por exemplo a palavra Condor é Kuntura em aimará e Kuntur em quíchua).
O que se tem de considerar é que, embora adiantados e prósperos, os reinos aimarás originais acabaram sendo dominados pelo imperador inca Huayna Capac entre os anos de 1493 e 1525.
Embora a anexação tenha sido compulsória mas não necessariamente violenta, a inclusão dos aimarás no império acabou influenciando a língua local pela adoção da língua oficial para alguns efeitos burocráticos.
De resto, a influência lingüística quíchua é reflexo direto da influência cultural inca que impôs sua religião na qual o próprio imperador era tido como uma divindade (Huayna Capac mandou os arquitetos e artesãos aimarás irem para Cuzco para aprender as técnicas construtivas e estilo Inca para erigir templos e outras construções imperiais)
O processo não foi diferente do que ocorreu com a posterior dominação espanhola que impregnou no idioma aimará hodierno com vários vocábulos e expressões da língua espanhola.
Aí ocorreu outro fenômeno - embora a língua espanhola tenha sido ferreamente inserida, tanto que é língua oficial numa parte significativa da América do Sul, o idioma aimará, a exemplo de várias línguas locais, foi preservado porque os Jesuítas o utilizaram como língua de catequização vertendo-a por escrito em caracteres latinos.
Na atualidade, os aimará falantes não têm chance de espalhar mais sua língua pelas regiões perto do Lago Titicaca porque não se usa como língua comercial ou de trabalho. O futuro do povo aimará é incerto, já que eles sofrem discriminação e o governo do Peru, por exemplo, não lhes dá força para se desenvolver melhor.
A situação é diferente na Bolívia onde o povo aimará está começando a ressurgir, com líderes como Evo Morales, que faz campanhas sociais para melhorar o desenvolvimento dos povos e do principal cultivo: a coca.

## Religião
Os aymarás acreditavam que, antes havia somente trevas, até que um Deus denominado como "Pusica’ka", criou a luz, a lua, o sol, o céu, a terra, os homens e as demais coisas visíveis. Uma virgem, denominada como "Iqui", teria, sem relações sexuais, concebido e parido um filho de "Pusica’ka", denominado como "Tunupa", que, quando ficou mais velho, fez grandes maravilhas e obras prodigiosas: nivelou as montanhas e colinas, levantou as planícies e os vales, além disso, os animais e as feras lhe obedeciam. Desse modo, os aimarás, costumavam atribuir qualquer obra prodigiosa a "Tunupa".